# Pascal Garnier
Pascal Garnier (geboren 4. Juli 1949 in Paris; gestorben 5. März 2010 in Cornas, Département Ardèche) war ein französischer Schriftsteller.

## Leben
Garnier begann im Alter von 35 Jahren in  Lyon mit dem Schreiben. Vorher hatte er sich in Nordafrika aufgehalten und sich auch als Rockmusiker versucht. Seine ersten Bücher, l'Année sabbatique und Un chat comme moi, erschienen 1986.
Sein literarisches Werk spannt sich von Kriminalromanen bis hin zu Jugendbüchern.
Er hat sich mit melancholischen Romans noir einen Namen gemacht und wurde in der Kritik mit Georges Simenon verglichen. Seit 1995 schrieb er jährlich einen Roman.
Als seine Hauptwerke gelten Personne n'est à l'abri du succès, Comment va la ouleur? und La Théorie du panda.

## Auszeichnungen
Für den Roman Flux erhielt er 2006 den Prix de l'Humour noir Xavier Forneret.

## Werke (Auswahl)
- La Place du mort (1997)
  - Der Beifahrer. Roman. Aus dem Französischen von Felix Mayer, Septime Verlag, Wien 2023
- Les Insulaires (1998)
  - Die Insel. Roman. Aus dem Französischen von Felix Mayer, Septime Verlag, Wien 2025
- Trop près du bord (1999)
  - Zu nah am Abgrund. Roman. Aus dem Französischen von Felix Mayer, Septime Verlag, Wien 2024
- L'A26 (1999)
  - An der A26. Roman. Aus dem Französischen von Felix Mayer, Septime Verlag, Wien 2024
- La théorie du panda. Zulma, Paris 2008
  - Das Schicksal ist ein Pandabär. Roman. Aus dem Franz. von Michael von Killisch-Horn, München: btb, 2012